# Hippocampus patagonicus
Hippocampus patagonicus är en fiskart som beskrevs av Piacentino och Luzzatto 2004. Hippocampus patagonicus ingår i släktet Hippocampus och familjen kantnålsfiskar. Inga underarter finns listade i Catalogue of Life.